# جایلز رادیس
جایلز رادیس (انگلیسی: Giles Radice; ۴ اکتبر ۱۹۳۶ – ۲۵ اوت ۲۰۲۲) سیاست‌مدار عضو حزب کارگر و نویسنده اهل بریتانیا بود. او از سال ۱۹۷۳ تا ۲۰۰۱ نماینده مجلس از حوزه دورهام بود و سپس به عنوان عضو همیشگی مجلس اعیان از سال ۲۰۰۱ تا اندکی قبل از مرگش در سال ۲۰۲۲ فعالیت کرد.